# Дом Фербера
Дом Фербера (пол. Dom Ferberów), известный также как Дом Адама и Евы (пол. Kamienica Adam i Ewa) — городской дом XVI века, расположенный на ul. Długa в центре Гданьска. Он внесён в список регионального наследия.

## Описание
Дом Фербера расположен по адресу ул. Длуга, 28. Построен в стиле ренессанс, в доме пять этажей. Здание кирпичное, потолок сделан из железобетона. Разнообразные фризы украшают фасад между окнами, в основном на природную тематику; самый верхний фриз изображает гербы Польши, Королевской Пруссии и Гданьска. Его двери когда-то были украшены библейскими сценами грехопадения и изгнания Адама и Евы из Эдемского сада. Именно по этим сценам произошлао другое название дома. Украшения были удалены из-за предполагаемого демонического характера.

## История
Дом Фербера был построен в 1560 году мэром Константином Фербером I, представителем богатой семьи Ферберов, который сыграл значительную роль в Данцигском восстании 1577 года. Семья Фербер владела домом до смерти последнего её представителя в 1786 году.
С домом Фербера связана известная легенда о няне, которая держала ребёнка из богатой семьи Фербер во время королевского парада по Данцигу. Увидев привлекательного молодого человека среди участников парада, няня отвлеклась и ребёнок выскользнул из её рук и упал в корзину с зеленью. Поэтому эпитафия Ферберов в церкви Девы Марии украшена изображением падающего ребёнка. В другой версии мифа няня не упоминается, а ребёнок – Константин, который высунулся из окна и упал в корзину с рыбой. Дальнейшее развитие мифа гласит, что корзину с рыбой нёс кашубский рыбак.
После того, как семья Фербер исчезла, домом владела семья Франциус до 1805 года, а с 1805 по 1879 год – семья Стеффенс. В сочетании с другими мифами, поскольку дом был практически необитаемым, возникло множество легенд о том, что в нём обитают привидения. Дом Фербера был серьёзно повреждён в 1945 году и перестроен с 1951 по 1954 год; в настоящее время в нём находится сувенирный магазин.